# Xã Mountain, Quận Barry, Missouri
Xã Mountain (tiếng Anh: Mountain Township) là một xã thuộc quận Barry, tiểu bang Missouri, Hoa Kỳ. Năm 2010, dân số của xã này là 306 người.